# Rocce Incrociatore
Le Rocce Incrociatore (in russo Скалы Крейсер, Skaly Krejser?) sono un gruppo di isolotti e scogli russi disabitati del mar del Giappone, nell'Estremo Oriente russo; si trovano al largo della costa sud-est del Litorale, circa 30 km a sud-est di Nachodka. Appartengono amministrativamente al Partizanskij rajon.

## Geografia

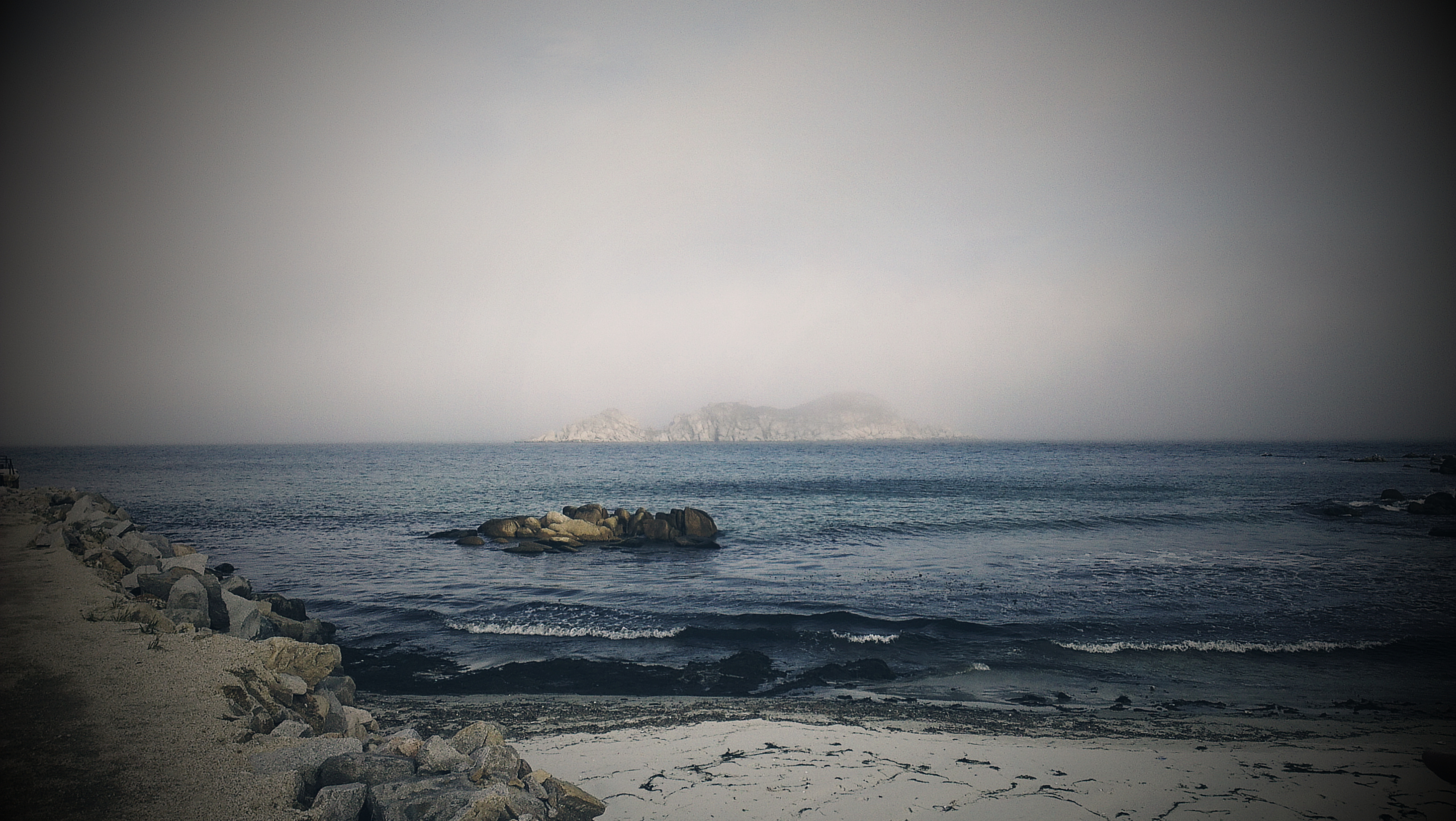
La Roccia Costiera vista da baia Triozër'e.

Gli isolotti si trovano circa 3 M a nord-est di capo Povorotnyj (мыс Поворотный) tra due insenature: la baia Okunëvaja (бухта Окунёвая) e la Triozër'e (бухта Триозёрье).
- isola Roccia Incrociatore (остров Скала Крейсер, Skala Krejser), è la maggiore e dà il nome al gruppo; è lunga meno di 400 m e larga circa 150 m; ha una superficie di 0,0555 km² e la sua altezza massima è di 51,5 m. La sua costa è formata da una scogliera rocciosa e da una spiaggia di ciottoli e nord-ovest.
- isola Skala Pribrežnaja  (остров Скала Прибрежная, in italiano "roccia costiera"), situata tra l'isola maggiore e la terraferma, da cui dista rispettivamente 500 e 300 m, ha una superficie di 0,0167 km² 42°44′17″N 133°13′56″E.
- Skala Kopna (Скала Копна, in italiano "roccia covone"), a sud dell'isola maggiore 42°43′49″N 133°14′17″E.
- Kamen' Pupyr' (Камень Пупырь), scoglio situato tra la Roccia Incrociatore e la roccia costiera 42°43′39″N 133°14′19″E.

## Storia
Le Rocce Incrociatore sono state esaminate e descritte nel 1860 dalla spedizione guidata dal tenente colonnello Vasilij Matveevič Babkin a bordo dello schooner Vostok. Portano il nome dell'isola principale del gruppo: una formazione rocciosa dal colore grigio chiaro che la fa assomigliare a un incrociatore.